# هلنا مینیچ
هلنا مینیچ (انگلیسی: Helena Minić؛ زادهٔ ۸ مارس ۱۹۷۹) بازیگر اهل کرواسی است. وی از سال ۲۰۰۳ میلادی تاکنون مشغول فعالیت بوده‌است.